# الاتفاقيات المتعلقة بتوظيف المرأة في المساء
الاتفاقيات المتعلقة بتوظيف المرأة في المساء هي اتفاقيات تم إعدادها من قبل منظمة العدل الدولية وتنص على حظر تأدية المرأة للعمل الصناعي في المساء (منظمة العمل الدولية). ولقد تم اعتماد الميثاق الأول في عام 1919 (مثل: اتفاقية العمل الموجز (القصير) للمرأة عام 1919). ولقد تم اعتماد تنقيحات (تعديلات) على هذه الصياغات في عام 1934 (راجع اتفاقية العمل المسائي (للمرأة) C 41, 1934), وأيضا عام 1948(C 89 , راجع اتفاقية العمل المسائى للمرأة C89, عام 1948). وقد تم اعتماد بروتكول (راجع P89 بروتكول للعمل المسائي للمرأة لعام 1948), للاتفاقية الذي تم اعتمادها في عام 1990 والذي يسمح بتخفيف أعباء (قيود) العمل وفقا لظروف العاملة. واعتبارا من أبريل 2011 , صُدق على المواثيق 27, 15, 46 (بشكل غير معلن) على التوالى. إلا أن البروتكول قد اقر بخمسة منها واستنكر اثنان من هذه الاتفاقيات.

## المحتوى
تُعرف جميع الاتفاقيات الثلاث العمل المسائى للمرأة باعتباره ذلك العمل الذي يتم خلال فترة عمل تقدر ب 11 ساعة، ويتضمن ذلك الفترة الزمنية من 10 مساءا حتى 6 صباحا. وكذلك حظر العمل الصناعى للمرأة ويقصد به: أعمال التعدين، والتصنيع. وكذلك أعمال البناء والصيانة. وتضمنت اتفاقية عام 1934 بند يسمح بالعمل في الوظائف الادارية، بينما في عام 1948 تم ادراج بند يسمح بإمكانية تعليق (اى ايقاف العمل بالاتفاقية) هذه الاتفاقية (عندما تتطلب المصلحة الوطنية ذلك في حالات الطوارئ).

## تنفيذ البنود (حيز التنفيذ)
لقد دخلت جميع الاتفاقيات حيز التنفيذ تقريبا بعد 1 شهرا من التصديق بين دولتين من الدول الاعضاء بمنظمة العمل الدولية ILO . وكما هو شائع في اتفاقيات منظمة العمل الدولية التي اعتمادها فيما بعد، فإن انضمام دولة إلى اتفاقية عام 1948 يعنى تلقائيا إلغاء اتفاقية عام 1932 (ولكن لا يلغى اتفاقية عام 1919). ويمكن الاستنكار (الاعتراض أو شطب بنود) مرة ثانية كل 10 سنوات في الذكرى العاشرة أو العشرين أو الثلاثين من توقيع الاتفاقية وهكذا.

## الدول الأعضاء
نضع هنا لمحة عامة عن عدد من التصديقات على الاتفاقيات التي تم اعتمادها في المؤتمرات:
| سنة تشكيل الاتفاقية | بدء التنفيذ    | التصديقات الحالية | الاعتراضات |
| ------------------- | -------------- | ----------------- | ---------- |
| 1919                | 13 يونيو 1921  | 27                | 31         |
| 1934                | 22 نوفمبر 1936 | 15                | 23         |
| 1948                | 27 فبراير 1951 | 46                | 21         |
| 1990 (بروتكول)      | 15 مارس 1994   | 3                 | 2          |

نظراً إلى أن التصديق على اتفاقية ما لا يعنى إلغاء اتفاقية 1919 , فإن ذلك يعنى ان العديد من الدول هم أعضاء في كلا من اتفاقية 1919 واتفاقية 1932 (11 دولة عضو) أو اتفاقية 1948 (8 دول). أما اليوم فإنه غالبا ما يتم النظر على هذه الاتفاقيات باعتبارها عنصرية وتتعارض مع مبدأ المساواة بين الجنسين، وعلى هذا النحو تم التنديد والاعتراض على هذه الاتفاقيات من قبل عدد من الدول الاعضاء. وعلى سبيل المثال: تم التصديق على اتفاقية عام 1948 من قبل العديد من الدول، ولكن تم استنكارها والاعتراض عليها لاحقا (خاصة في الفترة ما بين 1980 و 1990) من قَبَل عدد من الدول.